# Bruno de Barros
Bruno Lins Tenório de Barros (Maceió, 7 de enero de 1987) es un atleta brasileño, especialista en la prueba de los relevos 4 × 100 m, en los 100 metros y 200 metros. Fue medallista de bronce en los Juegos Olímpicos de 2008, campeón en los Juegos Panamericanos de 2011 y subcampeón en los Juegos Panamericanos de 2015 en el relevo brasileño 4 × 100 m, y medalla de bronce en los Juegos Panamericanos de 2011 en la prueba de 200 metros. Participó en 3 Juegos Olímpicos: 2008, 2012 y 2016.

## Carrera
Barros nació en Maceió y reside en São Bernardo. Representó a Brasil en los Juegos Olímpicos de 2008 en Beijing. Compitió en el relevo 4x100 metros junto a José Carlos Moreira, Vicente de Lima y Sandro Viana. En su serie de clasificación, quedaron cuartos detrás de Trinidad y Tobago, Japón y Holanda. Su tiempo de 39.01 fue el séptimo de las dieciséis naciones participantes en la primera ronda y se clasificaron para la final. Allí corrieron a un tiempo de 38,24 segundos, el cuarto tiempo después de los equipos de Jamaica, Trinidad y Japón. Sin embargo, el jamaicano Nesta Carter fue sorprendido en la prueba antidopaje, y el equipo jamaiquino que ganó la medalla de oro en ese evento fue descalificado, lo que significó que el cuarteto brasileño heredó la medalla de bronce. También participó en los 200 metros, terminando quinto con un tiempo de 21,15 segundos en su primera ronda, que no fue suficiente para clasificarse para la segunda ronda.
Fue campeón en los Juegos Panamericanos de 2011 y subcampeón en los Juegos Panamericanos de 2015 en el relevo brasileño 4x100m, y medalla de bronce en los Juegos Panamericanos de 2011 en la prueba de 200 metros.
Su mejor tiempo personal en 200m es 20,16, logrado en agosto de 2011 en São Paulo. También tiene 10,16 segundos en los 100 metros, logrados en marzo de 2009 en São Paulo.